# Étréchy (Marne)
Pour les articles homonymes, voir Étréchy.
Étréchy  est une commune française, située dans le département de la Marne en région Grand Est.

## Géographie
Etréchy fait partie de la Route touristique du Champagne (vignoble de la Côte des Blancs).
|                 | Soulières | Vertus              |
| Givry-lès-Loisy | Étréchy   | Bergères-lès-Vertus |
| Vert-Toulon     |           | Val-des-Marais      |

### Hydrographie
La commune est dans la région hydrographique « la Seine de sa source au confluent de l'Oise (exclu) » au sein du bassin Seine-Normandie. Elle n'est drainée par aucun cours d'eau,.

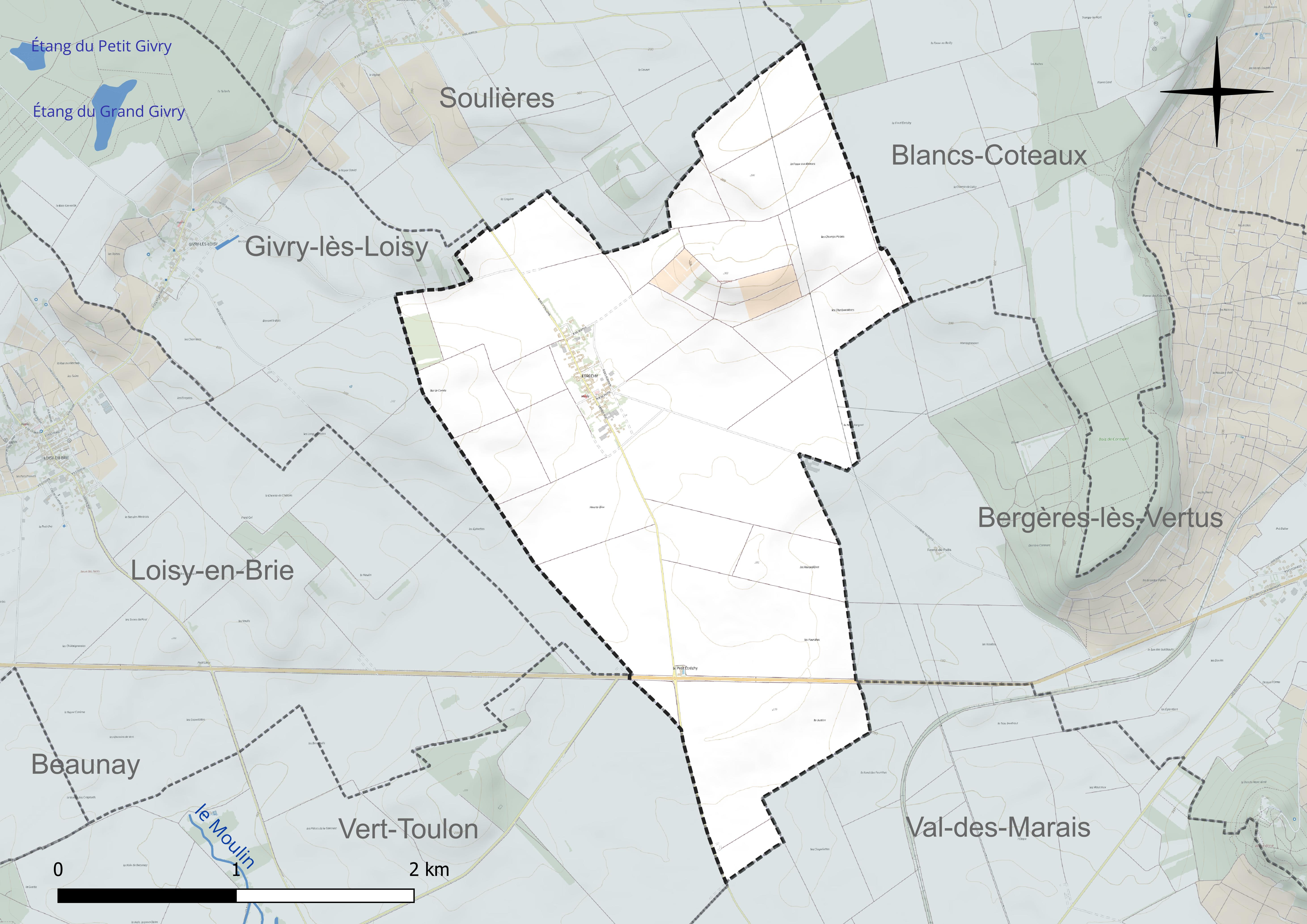
Réseau hydrographique d'Étréchy.

### Climat
Pour des articles plus généraux, voir Climat du Grand Est et Climat de la Marne.
En 2010, le climat de la commune est de type climat océanique dégradé des plaines du Centre et du Nord, selon une étude du Centre national de la recherche scientifique s'appuyant sur une série de données couvrant la période 1971-2000. En 2020, Météo-France publie une typologie des climats de la France métropolitaine dans laquelle la commune est exposée à un climat océanique altéré et est dans la région climatique  Nord-est du bassin Parisien, caractérisée par un ensoleillement médiocre, une pluviométrie moyenne régulièrement répartie au cours de l’année et un hiver froid (3 °C). 
Pour la période 1971-2000, la température annuelle moyenne est de 10,5 °C, avec une amplitude thermique annuelle de 16,2 °C. Le cumul annuel moyen de précipitations est de 748 mm, avec 12,2 jours de précipitations en janvier et 8 jours en juillet. Pour la période 1991-2020, la température moyenne annuelle observée sur la station météorologique de Météo-France la plus proche, « Chouilly », sur la commune de Chouilly à 16 km à vol d'oiseau, est de 11,4 °C et le cumul annuel moyen de précipitations est de 668,9 mm. 
La température maximale relevée sur cette station est de 40,3 °C, atteinte le 25 juillet 2019 ; la température minimale est de −12,3 °C, atteinte le 5 février 2012,,. 
Les paramètres climatiques de la commune ont été estimés pour le milieu du siècle (2041-2070) selon différents scénarios d'émission de gaz à effet de serre à partir des nouvelles projections climatiques de référence DRIAS-2020. Ils sont consultables sur un site dédié publié par Météo-France en novembre 2022.

## Urbanisme

### Typologie
Au 1er janvier 2024, Étréchy est catégorisée commune rurale à habitat dispersé, selon la nouvelle grille communale de densité à sept niveaux définie par l'Insee en 2022.
Elle est située hors unité urbaine. Par ailleurs la commune fait partie de l'aire d'attraction de Blancs-Coteaux, dont elle est une commune de la couronne,. Cette aire, qui regroupe 11 communes, est catégorisée dans les aires de moins de 50 000 habitants,.

### Occupation des sols
L'occupation des sols de la commune, telle qu'elle ressort de la base de données européenne d’occupation biophysique des sols Corine Land Cover (CLC), est marquée par l'importance des territoires agricoles (96,3 % en 2018), une proportion identique à celle de 1990 (96,3 %). La répartition détaillée en 2018 est la suivante : terres arables (96,3 %), zones urbanisées (3,7 %).
L'évolution de l’occupation des sols de la commune et de ses infrastructures peut être observée sur les différentes représentations cartographiques du territoire : la carte de Cassini (XVIIIe siècle), la carte d'état-major (1820-1866) et les cartes ou photos aériennes de l'IGN pour la période actuelle (1950 à aujourd'hui).

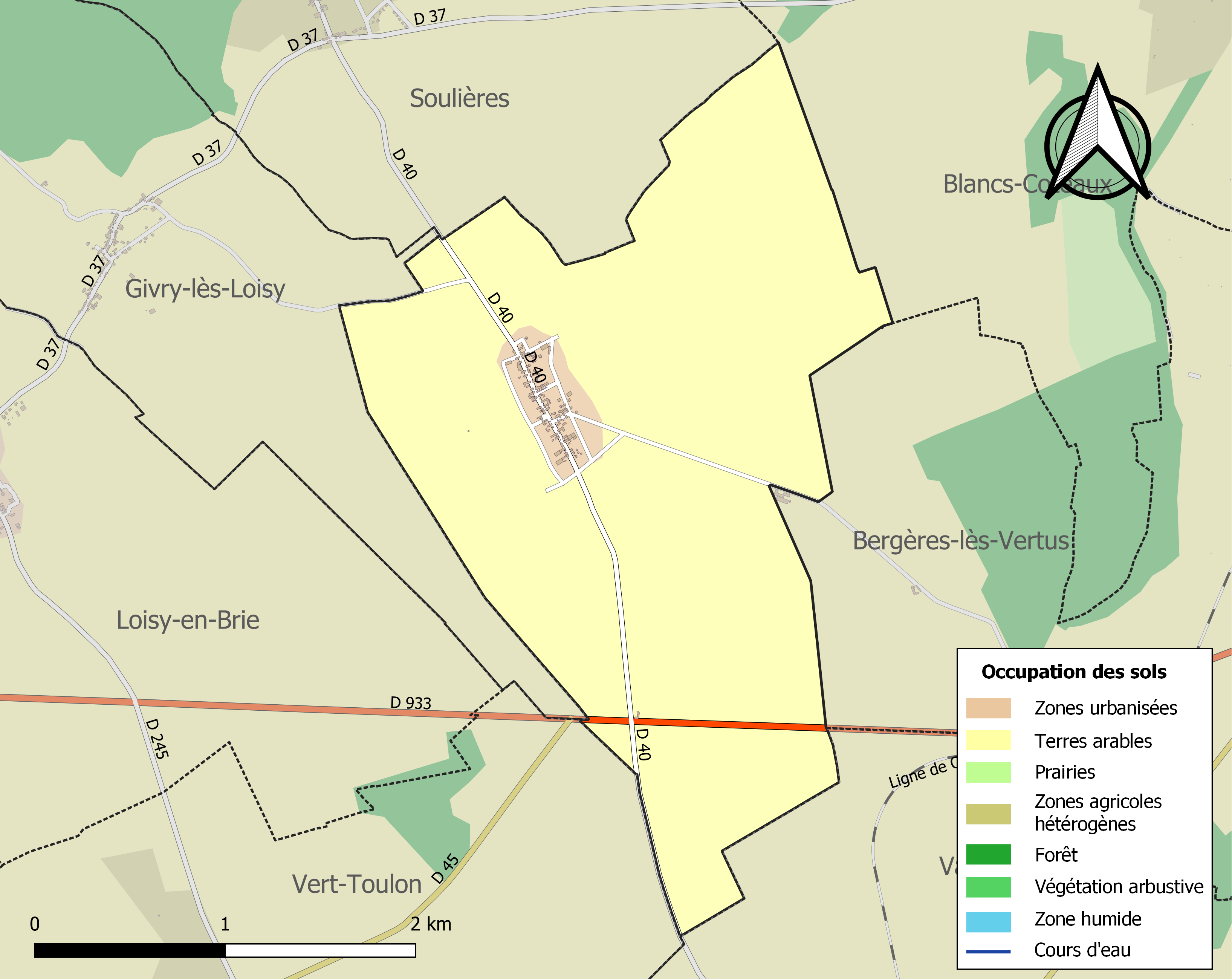
Carte des infrastructures et de l'occupation des sols de la commune en 2018 (CLC).

### Voies de communication et transports
Membre de la communauté d'agglomération Épernay, Coteaux et Plaine de Champagne, Étréchy bénéficie du service de transport à la demande (TAD) du réseau Mouvéo. Elle dispose d'un arrêt sur la ligne Z à destination d'Épernay et de Vertus, qui propose en 2025 deux allers et deux retours par jour (du lundi au samedi hors jours fériés).

## Toponymie
Le nom de la localité est attesté sous les formes Estrepeium (1185) ; Stricheium (1189) ; Estrechi (1211) ; Estrichi (1216) ; Estrepai (vers 1222) ; Estrecheium (1234) ; Trichy, Truchy (vers 1300) ; Estrichy (1508) ; Estrechy (1576).

Le nom du lieu tire son origine du mot latin strata via du nom d'une ancienne voie romaine.[réf. nécessaire]

## Histoire
La commune d'Etréchy a connu deux évènements qui ont marqué son histoire. En 1840, un incendie a réduit de moitié le village en cendres. En 1940, une bombe est tombée sur le perron de l'école.
Par décret du 29 mars 2017, la commune est détachée le 31 mars 2017 de l'arrondissement de Châlons-en-Champagne pour intégrer l'arrondissement d'Épernay.

## Politique et administration

### Rattachements administratifs et électoraux

#### Rattachements administratifs
La commune se trouve dans l'arrondissement d'Épernay au sein du département de la Marne et de la région Grand Est. Avant le 31 mars 2017, Étréchy appartenait à l'arrondissement de Châlons-en-Champagne.
Elle faisait partie depuis 1793 du canton de Vertus. Dans le cadre du redécoupage cantonal de 2014 en France, cette circonscription administrative territoriale a disparu, et le canton n'est plus qu'une circonscription électorale.

#### Rattachements électoraux
Pour les élections départementales, la commune fait partie depuis 2014 du canton de Vertus-Plaine Champenoise.
Pour l'élection des députés, elle fait partie de la cinquième circonscription de la Marne.

### Intercommunalité
Étréchy était membre de la communauté de communes de la Région de Vertus, un établissement public de coopération intercommunale (EPCI) à fiscalité propre créé en 1994 et auquel la commune avait transféré un certain nombre de ses compétences, dans les conditions déterminées par le Code général des collectivités territoriales.
Dans le cadre des dispositions de la loi portant nouvelle organisation territoriale de la République du 7 août 2015, qui prévoit que les établissements publics de coopération intercommunale (EPCI) à fiscalité propre doivent avoir un minimum de 15 000 habitants, cette intercommunalité a fusionné avec la communauté de communes Épernay Pays de Champagne pour former, le 1er janvier 2017, la communauté d'agglomération Épernay, Coteaux et Plaine de Champagne, dont est désormais membre la commune.
Étréchy n'est membre d'aucune autre intercommunalité.

### Liste des maires
| Période                                  | Période                      | Identité       | Étiquette | Qualité                          |
| ---------------------------------------- | ---------------------------- | -------------- | --------- | -------------------------------- |
| Les données manquantes sont à compléter. |                              |                |           |                                  |
| avant 1876                               | après 1877                   | Potié          |           |                                  |
| mars 2001                                | En cours (au 4 juillet 2014) | Monique Jannet | UMP       | Réélue pour le mandat 2014-2020, |

### Jumelages
Au 1er janvier 2023, Étréchy n'est jumelée avec aucune ville.

## Équipements et services publics

### Eau et déchets
L'approvisionnement en eau potable et l'assainissement des eaux usées sont des compétences de la communauté d'agglomération Épernay Agglo Champagne, gérées par le biais de son service « Régie Eau et Assainissement » depuis le 1er janvier 2022. La commune d'Étréchy est alimentée en eau potable par les captages de Vert-Toulon. L'assainissement collectif y est assuré en régie par la communauté d'agglomération.
La communauté d'agglomération est également compétente en matière de déchets. La collecte des ordures ménagères résiduelles, des déchets recyclables et des biodéchets est réalisée en porte à porte, par mise à disposition de trois bacs distincts. La communauté d'agglomération adhèrant au syndicat de valorisation des ordures ménagères de la Marne (SYVALOM), ces déchets sont amenés au centre de transfert départemental de Pierry puis valorisés sur le site de La Veuve. La collecte du verre et des textiles se fait en apport volontaire. La communauté d'agglomération met par ailleurs trois déchèteries à disposition de ses habitants : à Magenta, Pierry et Voipreux.

### Enseignement
Étréchy fait partie de l'académie de Reims.
La commune est rattachée au regroupement pédagogique de Val-des-Marais, dont l'école primaire, installée chemin des Hauts, compte 85 élèves (chiffres 2024-2025).
Les enfants de Étréchy sont ensuite rattachés au collège Eustache Deschamps de Blancs-Coteaux et au lycée Stéphane-Hessel d'Épernay.

### Postes et télécommunications
Une boîte aux lettres de La Poste se trouve sur le territoire de la commune, dans la Grande Rue. Les bureaux de poste les plus proches sont situés à Val-des-Marais et Vertus, à environ 5 km d'Étréchy.

### Justice, sécurité et secours
Du point de vue judiciaire, Étréchy relève du conseil de prud'hommes, du tribunal de commerce, du tribunal de proximité, du tribunal judiciaire, du tribunal paritaire des baux ruraux et du tribunal pour enfants de Châlons-en-Champagne, dans le ressort de la cour d'appel de Reims. Pour le contentieux administratif, la commune dépend du tribunal administratif de Châlons-en-Champagne et de la cour administrative d'appel de Nancy.
Étréchy est située en secteur Gendarmerie nationale et dépend de la brigade de Blancs-Coteaux.
En matière d'incendie et de secours, la caserne la plus proche est celle de Vertus, rattachée au Service départemental d'incendie et de secours (SDIS) de la Marne.

## Démographie
L'évolution du nombre d'habitants est connue à travers les recensements de la population effectués dans la commune depuis 1793. Pour les communes de moins de 10 000 habitants, une enquête de recensement portant sur toute la population est réalisée tous les cinq ans, les populations de référence des années intermédiaires étant quant à elles estimées par interpolation ou extrapolation. Pour la commune, le premier recensement exhaustif entrant dans le cadre du nouveau dispositif a été réalisé en 2005.

En 2022, la commune comptait 102 habitants, en évolution de −4,67 % par rapport à 2016 (Marne : −1,19 %, France hors Mayotte : +2,11 %).
| 1793 | 1800 | 1806 | 1821 | 1831 | 1836 | 1841 | 1846 | 1851 |
| ---- | ---- | ---- | ---- | ---- | ---- | ---- | ---- | ---- |
| 159  | 169  | 179  | 158  | 164  | 174  | 181  | 184  | 182  |

| 1856 | 1861 | 1866 | 1872 | 1876 | 1881 | 1886 | 1891 | 1896 |
| ---- | ---- | ---- | ---- | ---- | ---- | ---- | ---- | ---- |
| 185  | 187  | 180  | 173  | 160  | 150  | 153  | 148  | 149  |

| 1901 | 1906 | 1911 | 1921 | 1926 | 1931 | 1936 | 1946 | 1954 |
| ---- | ---- | ---- | ---- | ---- | ---- | ---- | ---- | ---- |
| 145  | 144  | 132  | 111  | 117  | 102  | 102  | 112  | 119  |

| 1962 | 1968 | 1975 | 1982 | 1990 | 1999 | 2005 | 2006 | 2010 |
| ---- | ---- | ---- | ---- | ---- | ---- | ---- | ---- | ---- |
| 106  | 113  | 92   | 98   | 134  | 117  | 122  | 120  | 123  |

| 2015 | 2020 | 2022 | - | - | - | - | - | - |
| ---- | ---- | ---- | - | - | - | - | - | - |
| 108  | 104  | 102  | - | - | - | - | - | - |

## Économie

### Revenus de la population et fiscalité
En 2021, la commune compte 48 ménages fiscaux, regroupant 110 personnes.
Le revenu disponible par unité de consommation est alors de 23 330 €, proche de celui de la communauté d'agglomération d'Épernay (23 370 €), du département de la Marne (22 830 €) et de la France métropolitaine (23 080 €). Pour des raisons de secret statistique, le taux de pauvreté à Étréchy n'est pas communiqué par l'Insee.
En matière de fiscalité locale des particuliers, les taux globaux appliqués à Étréchy en 2024 sont de 35,56 % pour la taxe foncière sur les propriétés bâties (contre 38,33 % à l'échelle départementale), 35,46 % pour la taxe foncière sur les propriétés non bâties (contre 37,65 %), 25,78 % pour la taxe d'habitation sur les résidences secondaires et les logements vacants (contre 24,16 %) et 9,38 % pour la taxe d'enlèvement des ordures ménagères (contre 10,88 %).

### Emploi
Étréchy appartient à la zone d'emploi d'Épernay.
En 2022, le taux d'activité des 15-64 ans est de 79,4 %, supérieur à celui de la communauté d'agglomération (77,9 %), du département (74,6 %) et de la France métropolitaine (75,3 %). Pour cette même catégorie de population, le taux de chômage est de 11,1 % contre 11  % pour la communauté d'agglomération, 11,8 % pour la Marne et 11,3 % pour la France métropolitaine.
En 2022, Étréchy compte 13 emplois, dont 24,6 % de salariés et 75,4 % de non-salariés. Avec 47 actifs y résidant, la commune a alors un indicateur de concentration d'emploi de 27,2. Dans les faits, 20,8 % des actifs résidant à Étréchy y travaillent tandis que 79,2 % travaillent dans une autre commune.

### Entreprises, commerces et agriculture
En 2022, la commune compte 7 établissements économiquement actifs (hors agriculture).
L'Insee n'y recense aucun commerce en 2024.
En 2020, Étréchy compte 14 exploitations agricoles, pour une surface agricole utilisée de 579 hectares et 13 emplois à temps plein. Selon l'Agreste, la production agricole de la commune est spécialisée dans la polyculture.

## Culture locale et patrimoine

### Lieux et monuments
- L'église Saint-Martin[44], qui contient un Christ en croix en bois du XVIIe siècle, ainsi qu'une horloge en métal du XIXe siècle, faisant tous deux l'objet d'une protection à titre d'objet[45].
- Chambres d'hôtes.